# Espial
Espial (イスパイアル?, Isupaiaru) è uno sparatutto a scorrimento per arcade del 1983 sviluppato da Orca Corporation, pubblicato da GGI in Giappone mentre in Nord America da Venture Line.
Tigervision ottenne i diritti per le conversioni domestiche, come parte di un accordo con la Orca per quattro titoli, insieme a Super Crush!!, Sky Lancer e Changes. Nel 1984 il gioco uscì per le piattaforme Atari 2600, Atari 8-bit, TI-99/4A e Commodore 64 (gli altri tre titoli invece non risulta che furono mai convertiti).

## Modalità di gioco
Il gameplay di Espial è simile a quello di Xevious. Il giocatore muove l'astronave da combattimento con il joystick a otto direzioni. La vista è dall'alto con scorrimento verticale continuo e l'astronave resta sempre rivolta verso l'alto. Premendo i pulsanti A e B, rispettivamente fanno fuoco la pistola laser e i missili a doppia canna. L'obiettivo è quello di distruggere il maggior numero di nemici nelle quattro connesse aree di gioco che si ripetono. Ci sono due tipi di nemici: bersagli aerei e terrestri. I nemici aerei vengono annientati dal laser, mentre quelli terrestri distrutti dai missili, che colpiscono il suolo in un punto indicato da un mirino posto a distanza fissa davanti all'astronave. A differenza del titolo Namco, qui non è previsto lo scontro con una navicella madre.
La sessione diventa progressivamente più difficile man mano che il giocatore diventa più abile. Una volta che egli riesce ad eliminare un certo tipo di nemico, quello più avanzato lo sostituisce. Se per caso muore in un'area e perde una vita, normalmente riparte dall'inizio di quell'area. La partita termina quando esaurisce tutte le vite a disposizione.

## Accoglienza
In Giappone, la rivista Game Machine elencò Espial nel numero del 1º agosto 1983 come la sesta unità arcade di maggior successo del mese.